# The Pretty Sister of Jose
The Pretty Sister of Jose is een Amerikaanse dramafilm uit 1915 onder regie van Allan Dwan. Het scenario is gebaseerd op de gelijknamige roman uit 1889 van de Brits-Amerikaanse auteur Frances Hodgson Burnett. De film is wellicht zoekgeraakt.

## Verhaal
Pepita is de dochter van een Spaanse edelman, die steeds achter de vrouwen aanloopt. Door zijn gedrag heeft ze een hekel gekregen aan mannen. Ze wijst elke vrijer af die naar haar hand dingt. Uiteindelijk duikt de ware jakob toch op.

## Rolverdeling
| Acteur           | Personage   |
| ---------------- | ----------- |
| Marguerite Clark | Pepita      |
| Jack Pickford    | Jose        |
| Edythe Chapman   | Moeder      |
| Gertrude Norman  | Grootmoeder |
| William Lloyd    | Pastoor     |
| Rupert Julian    | Sebastiano  |
| Teddy Sampson    | Sarita      |
| Richard Rosson   | Manuel      |